# Anna van Gogh-Kaulbach
Anna Maria van Gogh-Kaulbach (Velsen, 31 december 1869 – Haarlem, 28 januari 1960) was een Nederlandse romanschrijfster, vertaler en toneelschrijver. Ze schreef deels onder het pseudoniem Wilhelmina Reynbach.

## Levensloop
Anna van Gogh-Kaulbach werd geboren als dochter van een arts. Haar moeder stamde af van naar Nederland uitgeweken hugenoten. Ferdinand Domela Nieuwenhuis, toen nog luthers predikant te Beverwijk, was een vriend van haar ouders. Na de meisjesschool te Beverwijk, ging Van Gogh-Kaulbach naar de H.B.S. in Haarlem. Ze debuteerde met verhalen in Elseviers Geïllustreerd Maandschrift en Nederland. In 1896 maakte ze haar romandebuut met Albert Overberg. In 1910 verscheen haar eerste toneelstuk Eigen haard, dat door de Nederlandsche Tooneelvereeniging in het repertoire werd opgenomen.
Naast haar romans en toneelstukken verscheen van Anna Van Gogh-Kaulbach tussen 1920 en 1922 een driedelige kinderboekenserie Lenie ter Heuvel. Tevens vertaalde ze meer dan veertig boeken uit het Frans, Duits en Engels. Thema's die in haar boeken en toneelstukken naar voren kwamen waren het moederschap en huwelijksleven, later ook de problemen van de opgroeiende jeugd.
Anna van Gogh was de grootmoeder van Pijkel Schröder.

## Werken
- Albert Overberg (onder pseudoniem van Wilhelmina Reynbach) (1894)
- Otto van Lansveldt (onder pseudoniem van Wilhelmina Reynbach) (1895)
- Het rijke leven (1898)
- Levensdoel (1899)
- In het bloembollenland (1904)
- Rika (1905)
- Eigen haard (1906)
- Moeder (1909)
- Eigen haard (1910)
- Fortuna (1912)
- De sterkste (1913)
- Opgang. De roman van een vrouwenleven (1914)
- Binnen de muren (2 delen) (1915)
- Dagen van Honger en Ellende (1915)
- De wapens neer! (1915)
- Jet Lie (1918)
- De daad (1920)
- De hooge toren (1920)
- Lenie ter Heuvel (3 delen) (1920-1922)
- Op den drempel vol geheim (1922)
- Vergeef ons onze schuld (1924)
- Het lichtende verschiet (1925)
- Het brandend hart (1927)
- De verborgen kracht (1928)
- De groote vijand (1928)
- Durf te leven (1928)
- Zie, hier ben ik (1929)
- Menschen in het huwelijk (1931)
- De broeders (1951)